# Kolegium Zembala w Poznaniu

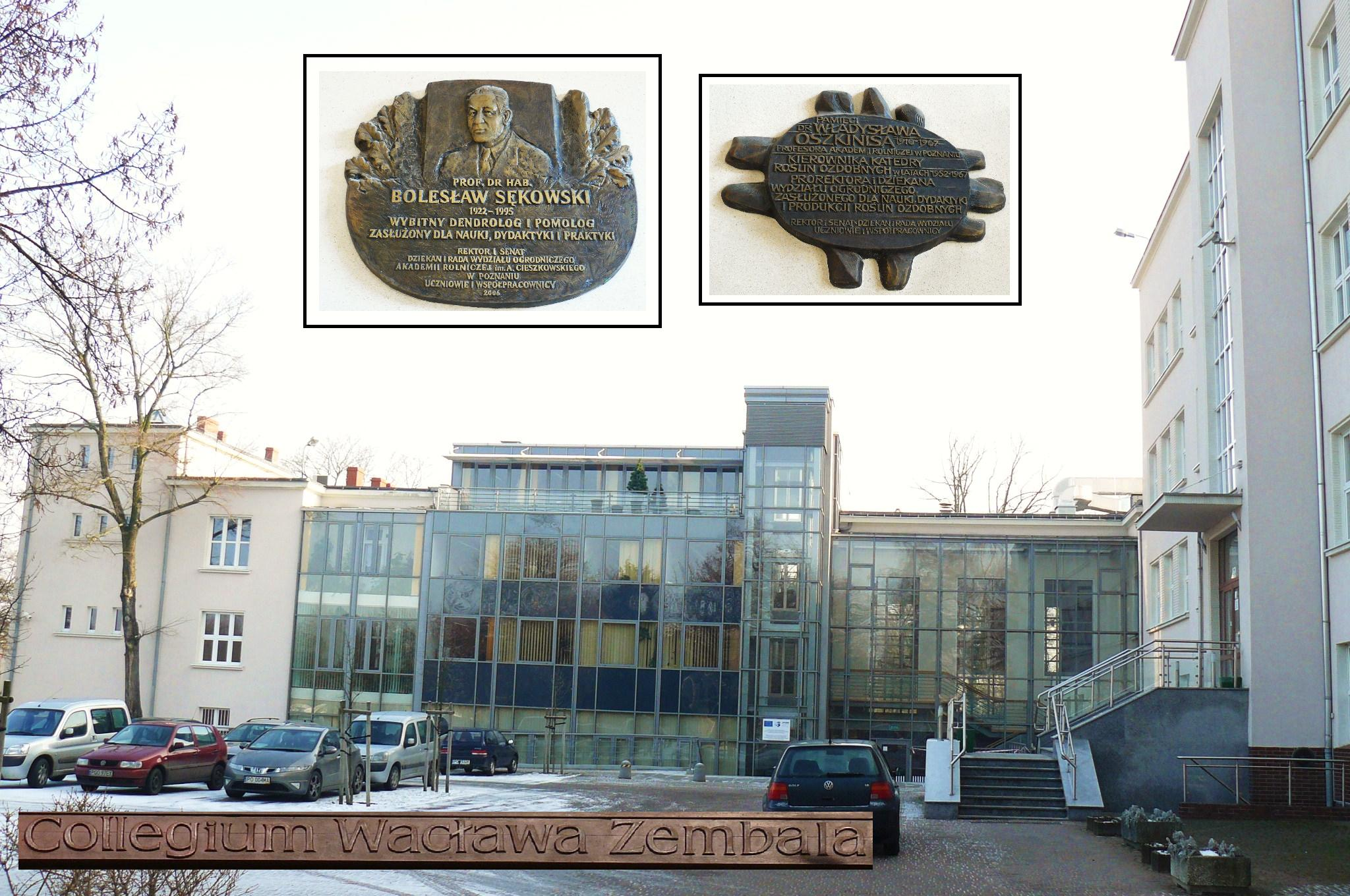
Dziedziniec – w środku nowa część oraz tablice pamiątkowe ku czci Władysława Oszkinisa i Bolesława Sękowskiego

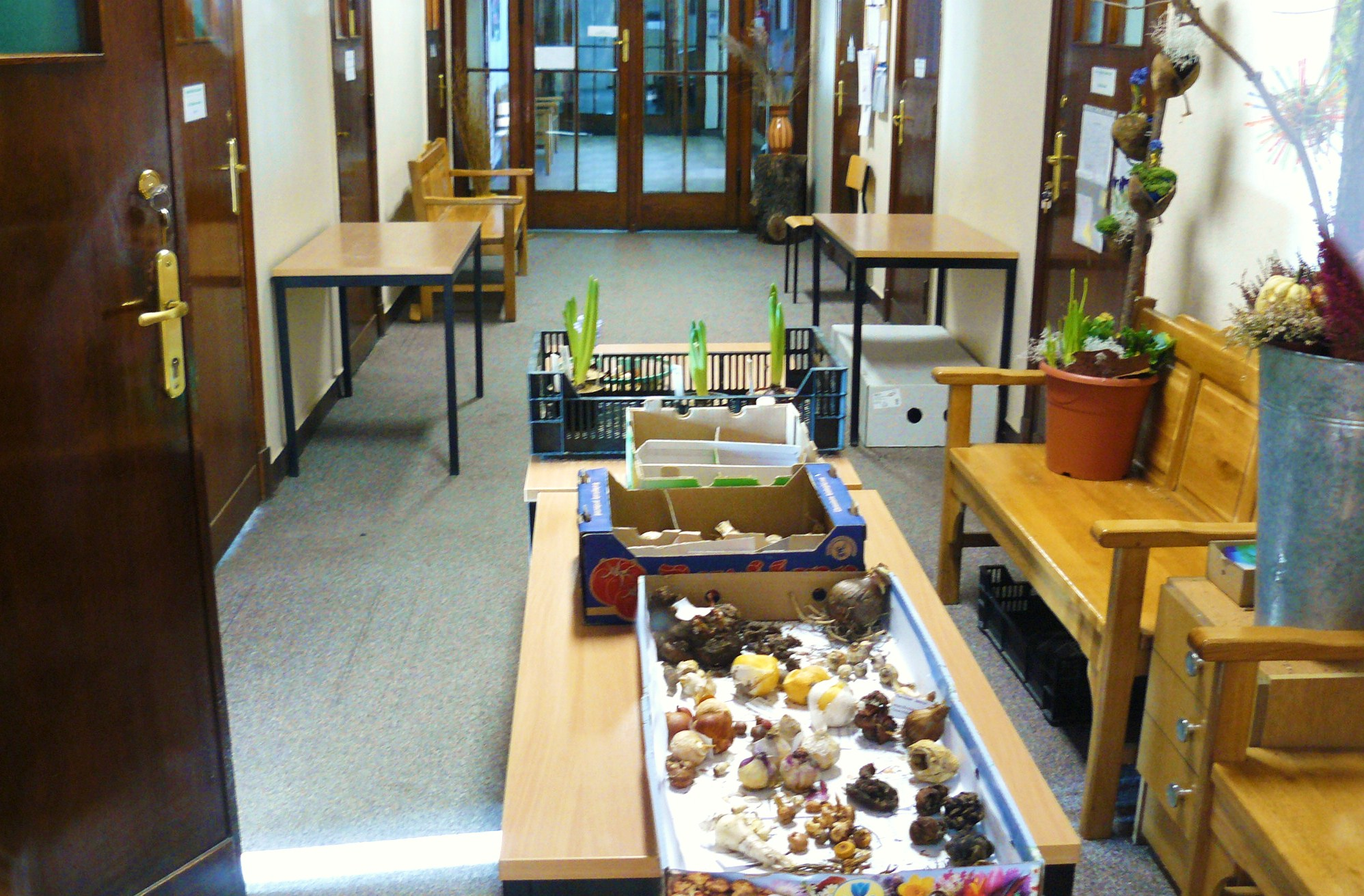
Fragment wnętrz – korytarz w Katedrze Roślin Ozdobnych

Kolegium Zembala w Poznaniu – częściowo zabytkowy budynek Uniwersytetu Przyrodniczego w Poznaniu, zlokalizowany przy ul. Dąbrowskiego 159 na Ogrodach, w sąsiedztwie pętli tramwajowej Ogrody, na narożniku ul. Botanicznej.

## Nazwa i użytkownicy
Nazwa obiektu upamiętnia Wacława Zembala – dyrektora Państwowej Szkoły Ogrodnictwa i Ogrodu Botanicznego w Poznaniu, wykładowcę poznańskiej Wyższej Szkoły Rolniczej, protoplasty Uniwersytetu Przyrodniczego. W budynku ma siedzibę osiem spośród trzynastu katedr Wydziału Ogrodnictwa i Architektury Krajobrazu. Mieszczą się w nim zarówno sale dydaktyczne jak i laboratoria naukowe.

## Architektura
Modernistyczny budynek ma genezę w założeniu Państwowej Szkoły Ogrodniczej, obecnie w strukturach Uniwersytetu Przyrodniczego. Powstał w latach 1935–1936. Projektantem był Adolf Piller (autor m.in. Collegium Marianum na Wildzie), który zaproponował bardzo uproszczoną i purystyczną formę z grupami okiennymi taktowanymi po trzy i centralną, przeszkloną klatką schodową. Od strony ul. Botanicznej znajduje się pomieszczenie dawnej sali gimnastycznej, a obecnie sali wykładowej i pracowni projektowej studentów Architektury Krajobrazu a także pierwotny obiekt mieszkaniowy dla pracowników dydaktycznych, tzw. dom profesorów. Cały zespół stanowił jednolitą stylowo całość.
W dniu 15 marca 2006, pomiędzy aulą i domem profesorów, oddano do użytku kolejny budynek dydaktyczny, mieszczący pracownie oraz pomieszczenia Katedr Ochrony Środowiska Przyrodniczego oraz Katedry Terenów Zieleni i Architektury Krajobrazu. Projekt szklano-stalowej, czterokondygnacyjnej części (700m²) powstał w pracowni Jerzego Gurawskiego, a budowę sfinansowano w ¾ z funduszy unijnych.

## Tablice
Na budynku znajdują się cztery tablice pamiątkowe, upamiętniające:
- mgra inż. Wacława Zembal z lat 50. XX w. o treści: Pamięci mgr inż. Wacława Zembal, 1893-1952, organizatora i wieloletniego dyrektora byłej Państwowej Szkoły Ogrodnictwa w Poznaniu, współtwórcy i wieloletniego dyrektora Ogrodu Botanicznego w Poznaniu, kierownika Katedry Roślin Ozdobnych Wyższej Szkoły Rolniczej w Poznaniu, dla uczczenia jego wybitnych zasług na polu organizacji szkolnictwa ogrodniczego, tablicę tę poświęcają Rektor i Senat Wyższej Szkoły Rolniczej (tablica na elewacji zewnętrznej),
- prof. Heleny Nieć o treści: 1894-1979, Pamięci Heleny Nieć, profesora i doktora honoris causa Akademii Rolniczej w Poznaniu, kierownika Katedry Warzywnictwa, pierwszego dziekana, współtwórcy Wydziału Ogrodniczego. Rektor, Senat, Rada Wydziału Ogrodniczego i wychowankowie (tablica na elewacji zewnętrznej),
- dra Władysława Oszkinisa z 1987 o treści: Pamięci dra Władysława Oszkinisa (1910-1987), profesora Akademii Rolniczej w Poznaniu, kierownika Katedry Roślin Ozdobnych w latach 1952-1967, prorektora i dziekana Wydziału Ogrodniczego, zasłużonego dla nauki, dydaktyki i produkcji roślin ozdobnych. Rektor i Senat, Dziekan i Rada Wydziału, uczniowie i współpracownicy (tablica wewnątrz),
- dra Bolesława Sękowskiego z 2006 o treści: Prof. Dr hab. Bolesław Sękowski, 1922-1995, wybitny dendrolog i pomolog, zasłużony dla nauki, dydaktyki i praktyki. Rektor i Senat, Dziekan i Rada Wydziału Ogrodniczego Akademii Rolniczej im. Augusta Cieszkowskiego w Poznaniu, uczniowie i współpracownicy, 2006 (tablica wewnątrz).

## Poletko kolekcyjne
W bezpośrednim sąsiedztwie Kolegium Zembala znajduje się poletko kolekcyjne Katedry Roślin Ozdobnych za którym rozpościerają się tereny Ogrodu Botanicznego.